# Schela, Prahova
Schela este o localitate componentă a orașului Băicoi din județul Prahova, Muntenia, România.